# Pronolagus crassicaudatus
Pronolagus crassicaudatus (кролик натальський) — вид зайцеподібних ссавців родини зайцеві (Leporidae). Pronolagus crassicaudatus зустрічається на південному сході  ПАР (провінції Східний Кейп, Квазулу-Наталь і Мпумаланга), Есватіні (регіони Лумбобо і Хіджвельд), на півдні Мозамбіку (провінція Мапуту) і у Лесото. Поширений у кам'янистих відкритих місцинах до 1550 м над рівнем моря.